# Crocodile Dundee (série de films)
 Pour plus de détails, voir Fiche technique et Distribution
Crocodile Dundee est une trilogie de films australo-américains. Elle met en scène Paul Hogan dans le rôle de Michael J. "Crocodile" Dundee.

## Fiche technique
| Équipe du tournage         | Films                     | Films                     | Films                           |
| Équipe du tournage         | Crocodile Dundee (1987)   | Crocodile Dundee 2 (1988) | Crocodile Dundee 3 (2001)       |
| -------------------------- | ------------------------- | ------------------------- | ------------------------------- |
| Titres originaux           | Crocodile Dundee          | Crocodile Dundee II       | Crocodile Dundee in Los Angeles |
| Réalisateurs               | Peter Faiman (en)         | John Cornell              | Simon Wincer                    |
| Scénaristes                | Paul Hogan                | Paul Hogan                | Matt Berry                      |
| Scénaristes                | Ken Shadie                | Brett Hogan               | Eric Abrams                     |
| Scénaristes                | John Cornell              |                           |                                 |
| Producteurs                | John Cornell              | John Cornell              | Paul Hogan                      |
| Producteurs                |                           | Jane Scott                | Lance Hool                      |
| Compositeurs               | Peter Best                | Peter Best                | Basil Poledouris                |
| Photographie               | Russell Boyd              | Russell Boyd              | David Burr                      |
| Montage                    | David Stiven              | David Stiven              | Terry Blythe                    |
| Budget                     | 8 800 000 $               | 14 000 000 $              | 21 150 000 $                    |
| Durée                      | 95 minutes                | 107 minutes               | 91 minutes                      |
| Dates de sortie États-Unis | 26 septembre 1986         | 25 mai 1988               | 20 avril 2001                   |
| Dates de sortie France     | 4 février 1987            | 26 octobre 1988           | 27 juin 2001                    |
| Pays d'origine             | Australie                 | Australie                 | Australie                       |
| Pays d'origine             | États-Unis                |                           |                                 |
| Genres                     | aventure, comédie, action | aventure, comédie, action | aventure, comédie, action       |

## Distribution
| Personnages                   | Films            | Films                     | Films              | Films |
| Personnages                   | Crocodile Dundee | Crocodile Dundee 2        | Crocodile Dundee 3 |       |
| ----------------------------- | ---------------- | ------------------------- | ------------------ | ----- |
| Michael J. "Crocodile" Dundee | Paul Hogan       | Paul Hogan                | Paul Hogan         |       |
| Sue Charlton Dundee           | Linda Kozlowski  | Linda Kozlowski           | Linda Kozlowski    |       |
| Walter Reilly                 | John Meillon     | John Meillon              |                    |       |
| Nugget                        | Gerry Skilton    | Gerry Skilton             | Gerry Skilton      |       |
| Donk                          | Steve Rackman    | Steve Rackman             | Steve Rackman      |       |
| Ida                           | Maggie Blinco    | Maggie Blinco             |                    |       |
| Richard Mason                 | Mark Blum        |                           |                    |       |
| Neville Bell                  | David Gulpilil   |                           |                    |       |
| Sam Charlton                  | Michael Lombard  |                           |                    |       |
| Leroy Brown                   |                  | Charles S. Dutton         |                    |       |
| Luis Rico                     |                  | Hechter Ubarry            |                    |       |
| Miguel                        |                  | Juan Fernández de Alarcon |                    |       |
| Bob Tanner                    |                  | Dennis Boutsikaris        |                    |       |
| Mickey Dundee                 |                  |                           | Serge Cockburn     |       |
| Jacko                         |                  |                           | Alec Wilson        |       |
| Arnan Rothman                 |                  |                           | Jere Burns         |       |
| Miloš Drubnik                 |                  |                           | Jonathan Banks     |       |

## Accueil

### Box-office
Le premier film est un immense succès mondial. Il se classe 2e du box-office 1986 au Canada et aux États-Unis, juste derrière Top Gun. En France, il atteint la première place du box-office de 1987. Le deuxième film est un joli succès commercial mais réalise des résultats inférieurs au premier film. Il se hisse malgré tout sur la 6e du box-office nord-américain de 1988 et à la 7e place du box-office France 1988. Le troisième film est bien loin du succès des deux précédents volets : il n'atteint pas le demi-million d'entrées en France et ne récolte que 30 millions de dollars dans le monde.
| Film               | Année | Recettes (en USD) | Recettes (en USD) | Recettes (en USD) | Nombre d'entrées | Budget           | Références |
| Film               | Année | États-Unis Canada | Australie         | Mondial           | France           | Budget           | Références |
| ------------------ | ----- | ----------------- | ----------------- | ----------------- | ---------------- | ---------------- | ---------- |
| Crocodile Dundee   | 1986  | 174 803 506 $     | NC                | 328 203 506 $     | 5 887 982        | 8,8 millions $   | ,          |
| Crocodile Dundee 2 | 1988  | 109 306 210 $     | NC                | 239 606 210 $     | 2 557 914        | 14 millions      | ,          |
| Crocodile Dundee 3 | 2001  | 25 635 682 $      | 3 857 807 $       | 39 438 674 $      | 312 224          | 21,15 millions $ | ,          |

### Critique
| Films              | Rotten Tomatoes    | Metacritic        | Allociné |
| ------------------ | ------------------ | ----------------- | -------- |
| Crocodile Dundee   | 87% (30 critiques) | 62 (13 critiques) |          |
| Crocodile Dundee 2 | 11% (28 critiques) | 41 (12 critiques) |          |
| Crocodile Dundee 3 | 11% (79 critiques) | 37 (23 critiques) | 2,1⁄5    |

## Commentaires
Les trois films sont plutôt différents les uns des autres : Le premier est plus une comédie sentimentale ; le second est un film d'aventures ; enfin le troisième est une pure comédie. Cependant, on retrouve tout de même, dans chacun des films, l'humour décalé de Mick Dundee et aussi sa façon si particulière de vivre.
Le deuxième film a la particularité de compter quatre morts parmi les personnages mais aucun d'entre eux n'est tué par Mick Dundee lui-même, ce dernier se contentant de neutraliser ses ennemis.

## Le faux retour de Crocodile Dundee
Hogan a refusé plusieurs propositions pour plus de films Crocodile Dundee. En janvier 2018, deux bandes-annonces ont été mises en ligne pour ce qui a été commercialisé comme un autre film de la série, intitulé Dundee, avec le slogan Le fils d'une légende retourne à la maison. Le film aurait pour vedette Danny McBride dans le rôle de Brian Dundee, le fils de Michael "Crocodile" Dundee. Les bandes-annonces présentent également des apparitions des acteurs australiens Chris Hemsworth, Hugh Jackman, Russell Crowe, Margot Robbie, Isla Fisher et Ruby Rose. Divers aspects de la campagne ont amené certaines publications à penser que le film était un canular élaboré. Plus tard, il a été rapporté que ces publicités faisaient en réalité partie d'une campagne préalable à une publicité du Super Bowl pour Tourism Australia (en). McBride et Hemsworth ont joué dans la publicité finale, qui incluait Hogan dans un caméo,.
Après les réponses favorables aux fausses bandes-annonces de la campagne, Chris Hemsworth a parlé de la production de courts métrages et a confirmé la possibilité de créer un film, en déclarant: "Pendant le tournage, Danny McBride et moi avons discuté de la possibilité que ce soit un film. Nous avons commencé à craindre que si cette publicité était aussi bonne que nous l'espérions, les gens vont être déçus, nous devrons faire un film. Mais je me suis tellement amusé à faire cette publicité que je serais certainement ouvert à la discussion à ce sujet."

## Spin-off:The Very Excellent Mr. Dundee

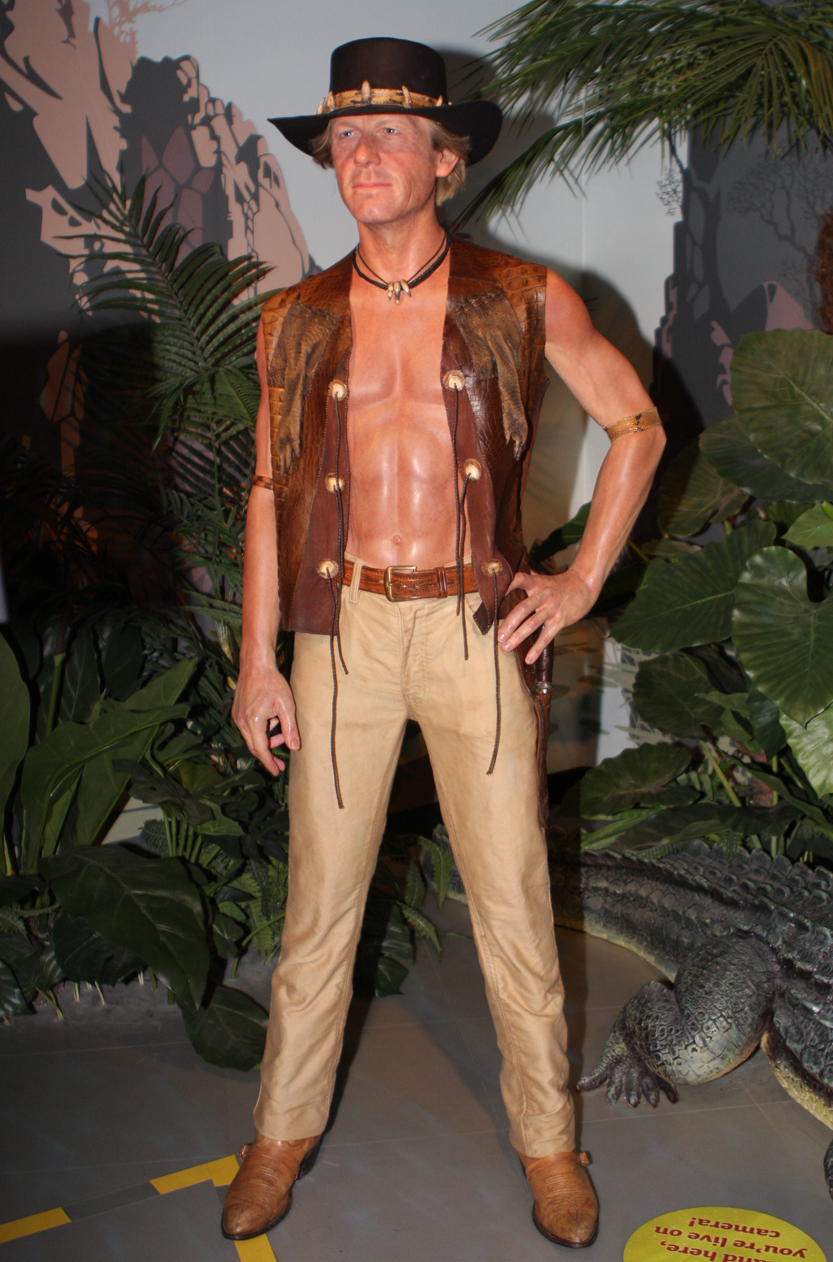
Statue de cire de Paul Hogan dans son rôle de Crocodile Dundee au musée Madame Tussauds de Sydney

Film de comédie de 1h28min sortie en 2020 avec Paul Hogan. Le tournage a eu lieu en 2018. Le film devait initialement sortir dans les cinémas australiens le 30 avril 2020, mais sa sortie en salles a été annulée en raison de la pandémie de COVID-19. Le film est alors sorti en exclusivité sur Amazon Prime Vidéo le 17 juillet 2020 aux États-Unis,.
Résumé : Paul Hogan est repoussé à contrecœur sous les projecteurs alors qu'il tente désespérément de restaurer sa réputation entachée à la veille d'être fait chevalier.
Note : une version française existe. Le film reste cependant inédit.